# ロベルト・ヤルニ
ロベルト・ヤルニ（Robert Jarni、1968年10月26日 - ）は、クロアチア・チャコヴェツ出身の元同国代表サッカー選手、サッカー指導者。ポジションはMF、DF。

## クラブ経歴
1986年からハイドゥク・スプリトで5年間プレーした。1991年にイタリアのASバーリに移籍、レギュラーを獲得するが、チームはセリエBに降格した。
1993-94シーズン、トリノでレギュラーとしてプレーした後、翌1994-95シーズンにユヴェントスに移籍、ここではリーグ制覇、コッパ・イタリアの2冠を獲得、第32節のジェノア戦ではスーパーゴールを決めたが、外国人枠の問題から限定された出場機会となった。
1995-96シーズンレアル・ベティスへ移籍。ここではチームの中心選手として活躍した。フィニディ・ジョージとの両ウィングからのドリブル突破で活躍を続け、98試合で19ゴールを挙げた。しかし、高額な年俸がネックになりレアル・マドリードへ移籍。1999-00シーズンにはUEFAチャンピオンズリーグ優勝を経験した。

## 代表経歴
クラブレベルでは一応の成功を収めたが、代表選手としては歴史に翻弄され、1990年、旧ユーゴスラビア代表として1990 FIFAワールドカップではグループリーグのコロンビア戦に出場したが、母国の政治情勢により、UEFA EURO '92、1994 FIFAワールドカップの出場資格を剥奪された。6年間、国際舞台から姿を消したヤルニだったが、1998 FIFAワールドカップにクロアチア代表として出場。準々決勝のドイツ戦では決勝ゴールを奪い。グループリーグ初戦のジャマイカ戦、3位決定戦のオランダ戦でそれぞれ1アシストを決めるなど、チームの中心の一人として、準決勝進出、チームの3位に貢献した。
2002 FIFAワールドカップではグループリーグ第2戦のイタリア戦でクロスでオリッチの得点をアシストして勝利したが、グループリーグ敗退となった後、現役引退を発表した。代表チームでは81試合に出場した。

## 引退後
引退後、一時はフットサルの選手として活躍していた。2007年8月からハイドゥク・スプリトの監督に就任した。その後NKイストラ1961、FKサラエヴォ、プスカシュ・アカデーミアFCの監督を歴任し、2017年からU-19クロアチア代表の監督を務める。

## プレースタイル
強烈な左足のシュートに加え、抜群のスタミナと高精度のクロス、100メートル11秒という圧倒的なスピードを武器に、左サイドを疾風の如く駆け上がり、活躍していた。彼が代表を去って以降、同じレベルでプレー出来る代表選手が現れないとされている。

## 代表歴

### 出場大会
- ユーゴスラビア代表
  - 1990 FIFAワールドカップ
- クロアチア代表
  - 1998 FIFAワールドカップ
  - 2002 FIFAワールドカップ

### 試合数
- 国際Aマッチ 7試合 1得点（ユーゴスラビア、1990年-1991年）[7]
- 国際Aマッチ 81試合 1得点（クロアチア、1990年-2002年）[7]

| ユーゴスラビア代表 | 国際Aマッチ | 国際Aマッチ |
| 年                 | 出場        | 得点        |
| ------------------ | ----------- | ----------- |
| 1990               | 4           | 1           |
| 1991               | 3           | 0           |
| 通算               | 7           | 1           |

| クロアチア代表 | 国際Aマッチ | 国際Aマッチ |
| 年             | 出場        | 得点        |
| -------------- | ----------- | ----------- |
| 1990           | 1           | 0           |
| 1991           | 0           | 0           |
| 1992           | 1           | 0           |
| 1993           | 1           | 0           |
| 1994           | 7           | 0           |
| 1995           | 6           | 0           |
| 1996           | 12          | 0           |
| 1997           | 6           | 0           |
| 1998           | 14          | 1           |
| 1999           | 9           | 0           |
| 2000           | 6           | 0           |
| 2001           | 11          | 0           |
| 2002           | 7           | 0           |
| 通算           | 81          | 1           |